# Iloperidonă
Iloperidona este un antipsihotic atipic derivat de benzizoxazol, fiind utilizat în tratamentul schizofreniei. Căile de administrare disponibile sunt orală și injectabilă. Nu a fost aprobat pentru uz în Uniunea Europeană.